# Xenoperdix obscuratus
Xenoperdix obscuratus (лат.) — вид птиц из семейства фазановых. Эндемик лесов в горах Рубехо в Танзании. Ранее считался подвидом Xenoperdix udzungwensis, но в настоящее время признается самостоятельным видом, хотя МСОП еще не признал его в качестве такового.

## Описание
Длина тела примерно 29 см. Клюв красный, ноги жёлтые. Радужная оболочка коричневая. Лицо рыжее. Нижние части тела серые, верхние, а также корона — оливково-коричневые. Полового диморфизма не наблюдается.

## Биология
Питаются в основном жуками, муравьями и семенами.